# Click
Click er en amerikansk komediefilm fra 2006 med Adam Sandler i hovedrollen. Filmen er instrueret af Frank Coraci.

## Handling
Den stressede arbejdsnarkoman Michael Newton (Adam Sandler) har ikke tid til sin kone (Kate Beckinsale) og børn – i hvert fald ikke hvis han skal imponere sin utaknemmelige chef og få sin velfortjente forfremmelse. En dag møder Michael, den tossede ekspedient Morty (Christopher Walken), bliver hans bønner hørt. Han får en magisk fjernbetjening, som giver ham muligheden for at springe over livets små forhindringer – med mere og mere grinagtige resultater. Men efterhånden bliver det for let at skrue ned for, springe over, spole igennem familie og venner, og denne fjernbetjening overtager gradvist Michaels liv.

## Medvirkende
- Adam Sandler – Michael Newton
- Kate Beckinsale – Donna Newton
- Christopher Walken – Morty
- Sean Astin – Bill
- Jonah Hill - Ben, som 17-årig